# Ação de Einstein–Hilbert
A ação de Einstein–Hilbert ou ação de Hilbert na relatividade geral é uma ação que torna eficiente as equações de campo de Einstein através do princípio da mínima ação. Segundo a convenção de sinal da teoria da relatividade, esta ação pode ser escrita como:
{\displaystyle S=-{1 \over 2\kappa }\int R{\sqrt {-g}}d^{4}x\;,}
onde {\displaystyle g} é o determinante do tensor métrico, {\displaystyle R} é o escalar de curvatura de Ricci, e {\displaystyle \kappa =8\pi Gc^{-4}}, onde {\displaystyle G} é a constante gravitacional de Newton e {\displaystyle c} é a constante da velocidade da luz no vácuo. A integral é dada sobre o espaço-tempo.
Esta ação foi inicialmente proposta por David Hilbert em 1915.

## Definição
A derivação de equações a partir de uma ação possui várias vantagens. Primeiro ele possibilita uma fácil unificação da teoria da relatividade geral com outras teorias de campo clássicas (como por exemplo a equações de Maxwell, que é também formulada em termos de ação. Neste processo a derivação de uma ação identifica um candidato natural para o acoplamento do termo fonte da métrica de campos. Segundo, a ação possibilita uma fácil identificação da energia conservada através teorema de Noether pelo estudo simétrico da ação.
Na relatividade geral, a ação é normalmente definida como uma função de campo e a conexão é dada pela conexão de Levi-Civita. O formalismo de Cartan da relatividade geral define a métrica e a conexão como sendo independentes, o que torna possível de se incluir campos de matéria fermiônica com spin não inteiros.

## Derivação das equação de campo de Einstein
Suponha que toda ação da teoria seja dada pelo termo de Einstein-Hilbert mais um termo {\displaystyle {\mathcal {L}}_{\mathrm {M} }} que descreva qualquer campo de matéria que apareça na teoria.
{\displaystyle S=\int \left[{1 \over 2\kappa }\,R+{\mathcal {L}}_{\mathrm {M} }\right]{\sqrt {-g}}\,\mathrm {d} ^{4}x}
O princípio de Hamilton então indica que a variação destas ações com respeito à métrica inversa é zero, ou seja
{\displaystyle {\begin{aligned}0&=\delta S\\&=\int \left[{1 \over 2\kappa }{\frac {\delta ({\sqrt {-g}}R)}{\delta g^{\mu \nu }}}+{\frac {\delta ({\sqrt {-g}}{\mathcal {L}}_{\mathrm {M} })}{\delta g^{\mu \nu }}}\right]\delta g^{\mu \nu }\mathrm {d} ^{4}x\\&=\int \left[{1 \over 2\kappa }\left({\frac {\delta R}{\delta g^{\mu \nu }}}+{\frac {R}{\sqrt {-g}}}{\frac {\delta {\sqrt {-g}}}{\delta g^{\mu \nu }}}\right)+{\frac {1}{\sqrt {-g}}}{\frac {\delta ({\sqrt {-g}}{\mathcal {L}}_{\mathrm {M} })}{\delta g^{\mu \nu }}}\right]\delta g^{\mu \nu }{\sqrt {-g}}\,\mathrm {d} ^{4}x.\end{aligned}}}
Já que estas equação devem obedecer qualquer variação {\displaystyle \delta g^{\mu \nu }\ }, isto implica que
{\displaystyle {\frac {\delta R}{\delta g^{\mu \nu }}}+{\frac {R}{\sqrt {-g}}}{\frac {\delta {\sqrt {-g}}}{\delta g^{\mu \nu }}}=-2\kappa {\frac {1}{\sqrt {-g}}}{\frac {\delta ({\sqrt {-g}}{\mathcal {L}}_{\mathrm {M} })}{\delta g^{\mu \nu }}},}
é a equação de movimento para o campo métrico. O lado direito desta equação é, por definição, proporcional ao tensor de energia-momento,
{\displaystyle T_{\mu \nu }:={\frac {-2}{\sqrt {-g}}}{\frac {\delta ({\sqrt {-g}}{\mathcal {L}}_{\mathrm {M} })}{\delta g^{\mu \nu }}}=-2{\frac {\delta {\mathcal {L}}_{\mathrm {M} }}{\delta g^{\mu \nu }}}+g_{\mu \nu }{\mathcal {L}}_{\mathrm {M} }.}

### Variações do tensor de curvatura, do tensor de Ricci e do escalar de Ricci
Para calcular as variações do escalar de Ricci calcula-se primeiro a variação do tensor de curvatura e a variação do tensor de Ricci. O tensor de curvatura é definido como
{\displaystyle {R^{\rho }}_{\sigma \mu \nu }=\partial _{\mu }\Gamma _{\nu \sigma }^{\rho }-\partial _{\nu }\Gamma _{\mu \sigma }^{\rho }+\Gamma _{\mu \lambda }^{\rho }\Gamma _{\nu \sigma }^{\lambda }-\Gamma _{\nu \lambda }^{\rho }\Gamma _{\mu \sigma }^{\lambda },}
Já que o tensor de curvatura depende apenas da conexão de Levi-Civita {\displaystyle \Gamma _{\mu \nu }^{\lambda }}, a variação do tensor de curvatura pode ser calculado como,
{\displaystyle \delta {R^{\rho }}_{\sigma \mu \nu }=\partial _{\mu }\delta \Gamma _{\nu \sigma }^{\rho }-\partial _{\nu }\delta \Gamma _{\mu \sigma }^{\rho }+\delta \Gamma _{\mu \lambda }^{\rho }\Gamma _{\nu \sigma }^{\lambda }+\Gamma _{\mu \lambda }^{\rho }\delta \Gamma _{\nu \sigma }^{\lambda }-\delta \Gamma _{\nu \lambda }^{\rho }\Gamma _{\mu \sigma }^{\lambda }-\Gamma _{\nu \lambda }^{\rho }\delta \Gamma _{\mu \sigma }^{\lambda }.}
Agora temos {\displaystyle \delta \Gamma _{\nu \mu }^{\rho }} que é a diferença de duas conexões, isto é um tensor e pode-se calcular isto como derivadas convariantes,
{\displaystyle \nabla _{\lambda }(\delta \Gamma _{\nu \mu }^{\rho })=\partial _{\lambda }(\delta \Gamma _{\nu \mu }^{\rho })+\Gamma _{\sigma \lambda }^{\rho }\delta \Gamma _{\nu \mu }^{\sigma }-\Gamma _{\nu \lambda }^{\sigma }\delta \Gamma _{\sigma \mu }^{\rho }-\Gamma _{\mu \lambda }^{\sigma }\delta \Gamma _{\nu \sigma }^{\rho }}
Observa-se agora que a expressão da variação do tensor de curvatura acima é igual à diferença de ambos os termos,
{\displaystyle \delta R^{\rho }{}_{\sigma \mu \nu }=\nabla _{\mu }(\delta \Gamma _{\nu \sigma }^{\rho })-\nabla _{\nu }(\delta \Gamma _{\mu \sigma }^{\rho }).}
Agora pode-se obter a variação do tensor de curvatura de Ricci simplesmente pela contração dos dois índices da variação do tensor de curvatura,
{\displaystyle \delta R_{\mu \nu }\equiv \delta R^{\rho }{}_{\mu \rho \nu }=\nabla _{\rho }(\delta \Gamma _{\nu \mu }^{\rho })-\nabla _{\nu }(\delta \Gamma _{\rho \mu }^{\rho }).}
O escalar de Ricci é definido como
{\displaystyle R=g^{\mu \nu }R_{\mu \nu }.\!}
Logo sua variação com respeito a métrica inversa {\displaystyle g^{\mu \nu }} é obtida por
{\displaystyle {\begin{aligned}\delta R&=R_{\mu \nu }\delta g^{\mu \nu }+g^{\mu \nu }\delta R_{\mu \nu }\\&=R_{\mu \nu }\delta g^{\mu \nu }+\nabla _{\sigma }\left(g^{\mu \nu }\delta \Gamma _{\nu \mu }^{\sigma }-g^{\mu \sigma }\delta \Gamma _{\rho \mu }^{\rho }\right)\end{aligned}}}
Na segunda linha utilizou-se o último resultado obtido para a variação de curvatura de Ricci e a compatibilidade métrica do convariante derivativo, {\displaystyle \nabla _{\sigma }g^{\mu \nu }=0}.
O último termo {\displaystyle \nabla _{\sigma }(g^{\mu \nu }\delta \Gamma _{\nu \mu }^{\sigma }-g^{\mu \sigma }\delta \Gamma _{\rho \mu }^{\rho })} é uma derivada total e pelo teorema de Stokes obtem-se,
{\displaystyle {\frac {\delta R}{\delta g^{\mu \nu }}}=R_{\mu \nu }.}

### Variação do determinante
A formula de Jacobi para diferenciação entre determinantes, nos dá:
{\displaystyle \,\!\delta g=g\,g^{\mu \nu }\delta g_{\mu \nu }}
ou pode-se transformar num sistema de coordenadas, onde {\displaystyle g_{\mu \nu }\!} é diagonal e então aplica-se o produto para se diferenciar os fatores da diagonal principal.
Então obtém-se
{\displaystyle {\begin{aligned}\delta {\sqrt {-g}}&=-{\frac {1}{2{\sqrt {-g}}}}\delta g&={\frac {1}{2}}{\sqrt {-g}}(g^{\mu \nu }\delta g_{\mu \nu })&=-{\frac {1}{2}}{\sqrt {-g}}(g_{\mu \nu }\delta g^{\mu \nu }),\end{aligned}}}
e conclui-se que
{\displaystyle {\frac {1}{\sqrt {-g}}}{\frac {\delta {\sqrt {-g}}}{\delta g^{\mu \nu }}}=-{\frac {1}{2}}g_{\mu \nu }.}

### Equação de movimento
Após se calcular todas as variações acima, pode-se inferir delas a equação de movimento para campos métricos para, obtendo-se,
{\displaystyle R_{\mu \nu }-{\frac {1}{2}}g_{\mu \nu }R={\frac {8\pi G}{c^{4}}}T_{\mu \nu },}
que é a equação de campo de Einstein e
{\displaystyle \kappa ={\frac {8\pi G}{c^{4}}}}
foi escolhida porque para limites não relativísticos ela respeita a lei da gravitação universal, onde G é a constante gravitacional.

## Constante cosmológica
Algumas vezes, uma constante cosmológica A é incluída na função de Lagrange então para a nova ação
{\displaystyle S=\int \left[{1 \over 2\kappa }\left(R-2\Lambda \right)+{\mathcal {L}}_{\mathrm {M} }\right]{\sqrt {-g}}\,\mathrm {d} ^{4}x}
onde a equação de campo
{\displaystyle R_{\mu \nu }-{\frac {1}{2}}g_{\mu \nu }R+\Lambda g_{\mu \nu }={\frac {8\pi G}{c^{4}}}T_{\mu \nu }\,.}